# Alina Żeliska
Alina Żeliska-Piędzicka (ur. 12 kwietnia 1905 w Kociubińczykach k. Husiatyna, zm. 5 czerwca 1994 w Górze Kalwarii) – polska aktorka teatralna i filmowa, piosenkarka.

## Życiorys

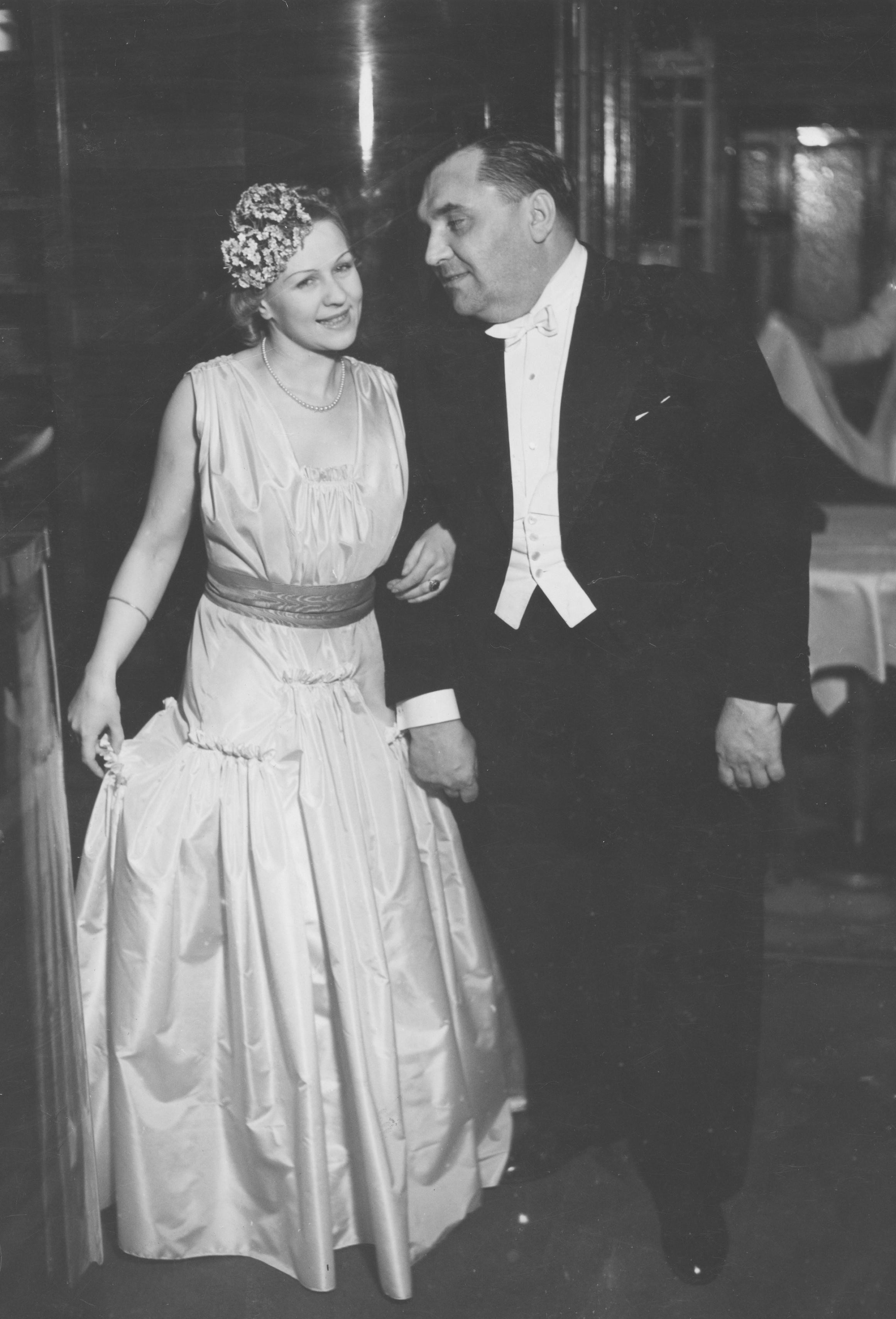
Alina Żeliska z aktorem i reżyserem Zygmuntem Chmielewskim na balu filmu polskiego w Warszawie (27 stycznia 1939)

Urodziła się w rodzinie Jerzego Juliana Hawryszka i Heleny z Karakiewiczów. Uczęszczała do szkoły baletowej, a następnie do szkoły dramatycznej we Lwowie. Zadebiutowała na scenie Polskiego Teatru Dramatycznego. Na początku lat 30. należała do zespołu Teatru Miejskiego w Bydgoszczy, następnie do wybuchu II wojny światowej występowała w Teatrze Narodowym w Warszawie. Od roku 1932 grała również w filmach.
W czasie okupacji w Warszawie pracowała jako kelnerka w kawiarni artystycznej Café Bodo, następnie w Kawiarni U Aktorek.
Po wojnie, w latach 1945–1949 występowała w Teatrze Miejskim w Lublinie, następnie w teatrach warszawskich: Teatrze Muzycznym (1951–1952) i Teatrze Ludowym (do 1969). Występowała również w spektaklach Teatru Telewizji oraz słuchowiskach Teatru Polskiego Radia.
Od 28 lipca 1934 była żoną Witolda Piędzickiego.
Pochowana na cmentarzu parafialnym w Górze Kalwarii, w kwaterze pensjonariuszy Domu Pomocy Społecznej.

## Ordery i odznaczenia
- Krzyż Kawalerski Orderu Odrodzenia Polski (1970)
- Medal 10-lecia Polski Ludowej (19 stycznia 1955)[2]

## Ważniejsze role
| - Złote więzy (Lucjana Rydla) – Barbara Radziwiłłówna - Panna Maliczewska (Gabrieli Zapolskiej) – rola tytułowa - Proces Mary Dugan (Bayarda Veillera) – rola tytułowa - Nauczycielka (Daria Nicodemiego) – rola tytułowa - Most (Jerzego Szaniawskiego) – Marysia - Iwan Groźny (Aleksieja Tołstoja) – carowa - Wieczór Trzech Króli (Williama Szekspira) – Viola - Zaczarowane koło (Lucjana Rydla) – wojewodzianka - Ojciec (Augusta Strindberga) – córka - Simon – Albina - Szesnastolatka – Boba - Stare wino – Bianka | - Księżna Łowicka (1932) jako kelnerka w kawiarni - Szpieg w masce (1932) jako klientka - Jego ekscelencja subiekt (1933) jako Frania, pokojówka Poreckich - 10% dla mnie (1933) jako kobieta na dancingu - Córka generała Pankratowa (1934) jako żona generała w restauracji - Awanturki jego córki (1934) jako Zosia Pętelewicz, siostra Krystyny - Fredek uszczęśliwia świat (1936) jako siostra Lody, narzeczona Jurka - Bolek i Lolek (1936) jako pokojówka Krysi, Marysia - Piętro wyżej (1937) jako Alicja Bonecka, koleżanka Lodzi - Płomienne serca (1937) jako Michasia, córka Kukułki - Zapomniana melodia (1938) jako Lili Fontelli - Za zasłoną (1938) jako Halina - Rola (1971) jako staruszka |